# Kleine knoopkruidboorvlieg
De kleine knoopkruidboorvlieg (Chaetorellia jaceae) is een vliegensoort uit de familie van de boorvliegen (Tephritidae). De wetenschappelijke naam van de soort werd gepubliceerd in 1830 door Robineau-Desvoidy.

## Kenmerken
De boorvliegen zijn ongeveer 4 mm lang. Hun lichaam is oker-geel van kleur. Over het pronotum en het achterlijf lopen twee rijen zwarte vlekken. Verder bevinden zich op het pronotum aan de zijkanten telkens twee zwarte streepjes, en aan de apicale zijde van het schildje een donkere vlek. De ogen hebben een groenige glans. De vleugels zijn overwegend lichtbruin van kleur. Drie transparante strepen lopen van de achterrand van de vleugels naar voren. De achterkop en het pronotum hebben borstelharen. Het achterlijf is ook behaard. De vrouwtjes hebben aan het einde van het achterlijf een roestkleurige legboor.

## Verspreiding
De soort komt wijdverspreid voor in Europa. Het verspreidingsgebied reikt van het Middellandse Zeegebied in het zuiden tot Engeland en Scandinavië in het noorden. In het oosten komt de soort voor tot aan het Nabije Oosten.

## Levenswijze
De soort gebruikt verschillende centauriesoorten als waardplanten, waaronder knoopkruid (Centaurea jacea), zwart knoopkruid (Centaurea nigra), Centaurea debeauxii en grote centaurie (Centaurea scabiosa). Ook speerdistel (Cirsium vulgare) geldt als een waardplant. De larven ontwikkelen zich in de bloemenhoofden van hun waardplanten. De boorvliegen worden waargenomen van juni tot augustus. De soort vormt één of twee generaties per jaar. De overwinterende generatie verpopt in de herfst.